# Лабан, Морис
Морис Лабан (фр. Maurice Laban; 30 октября 1914, Бискра, Французский Алжир — 5 июня 1956, близ Эш-Шелифф) — алжирский политик, член Алжирской коммунистической партии, участник гражданской войны в Испании, боец интербригад и войны за независимость Алжира от французских колонизаторов.

## Биография
Франкоалжирец. Один из основателей Алжирской коммунистической партии (PCA) в октябре 1936 года. В том же году стал участником гражданской войны в Испании, присоединился к Интернациональным бригадам. Лейтенант, был дважды ранен в Испании. Секретарь по агитации и пропаганде в ЦК подпольной Алжирской коммунистической партии в 1940—1941 гг. В марте 1942 г. был арестован и осуждён по делу 61 коммуниста, освобождён в марте 1943 г. Руководство компартии обвиняло его в алжирском национализме в начале 1944 г. Служил советником городской администрации Бискры, избран членом ЦК компартии в 1947 г. Организатор крестьянских коммунистических групп в оазисах Алжира. С ноября 1954 года оказывал помощь партизанам АКП.
В середине 1950-х годов стал членом вооружённого крыла Алжирской коммунистической партии, созданного после начала войны за независимость Алжира. Участник партизанской группы.
5 июня 1956 года группа из восьми «красных маки», под командованием Анри Майо по информации осведомителя была застигнута врасплох французскими войсками у Ламартина в районе Эш-Шелиффа. Трое членов группы, в том числе Морис Лабан, были убиты в бою. Анри Майо был взят живым и передан отряду жандармов. После двух часов пыток, под возгласы «Да здравствует алжирская коммунистическая партия!», Майо был расстрелян.

## Память
- Сегодня улица, где он родился и прожил бо́льшую часть своей жизни, недалеко от привокзального района г. Бискры, носит имя Мориса Лабана.